# Баньярия
Баньярия (итал. Bagnaria) — коммуна в Италии, находится в регионе Ломбардия, в провинции Павия.
Население составляет 658 человек (2008), плотность населения составляет 40 чел./км². Занимает площадь 17 км². Почтовый индекс — 27050. Телефонный код — 0383.
Покровителем коммуны почитается святой апостол Варфоломей, празднование 24 августа. 

## Демография
Динамика населения:

## Администрация коммуны
- Официальный сайт: http://www.comune.bagnaria.pv.it/